# Divino, Maravilhoso
"Divino, Maravilhoso" é uma canção composta por Caetano Veloso e Gilberto Gil, de 1968, e que ficou notabilizada na voz de Gal Costa.

## Canção
Caetano e Gil compuseram "Divino, Maravilhoso" em uma época de grande efervescência na música popular brasileira, que lideraram a gravação de "Tropicália ou Panis et Circencis", de 1968, o disco-manifesto do movimento tropicalista. Deste LP, participariam também Os Mutantes, Tom Zé, Nara Leão e Gal Costa.
No final de outubro daquele ano, estreou na TV Tupi, de São Paulo, o programa de vanguarda "Divino, Maravilhoso", comandado por Caetano e Gil e do qual participavam Jorge Ben, Os Mutantes, Gal Costa e o conjunto Os Bichos.
Próxima dos tropicalistas e considerada a musa do movimento, Caetano sugeriu que Gal participasse da quarta edição do Festival da Música Popular Brasileira, da TV Record (também de São Paulo) com a canção "Divino, Maravilhoso", e Gil se propôs fazer o arranjo. Gil perguntou como Gal queria cantar a canção, e a cantora explicou que queria cantar "de uma forma nova, explosiva, de uma outra maneira", mostrando "uma outra mulher", "uma outra Gal além daquela que cantava quietinha num banquinho a bossa nova". 
Na noite do dia 13 de novembro de 1968, Gal subiu ao palco para interpretar a canção que seria um marco em sua carreira. A cantora defendeu a canção de maneira agressiva, explorando toda a potencialidade da sua voz, utilizando mais os agudos, um jeito de cantar completamente diferente do que vinha fazendo até então, mais inspirado na bossa nova. Até o visual de Gal estava diferente: cabelo black power e um enorme colar de espelhos no seu figurino. A plateia ficou dividida durante a interpretação – uns vaiavam, outros aplaudiam a cantora. A canção terminou na 3ª colocação no festival.
Em 1969, Gal gravou a canção em seu disco Gal Costa, seu primeiro LP individual, que teve grande sucesso comercial.
A cantora Vange Leonel fez um cover da canção, incluído em seu primeiro LP Vange, de 1991.